# Río San José
Der Río San José ist ein hauptsächlich auf dem Gebiet des Departamento San José im Süden Uruguays gelegener Fluss.
Der Nebenfluss des Río Santa Lucía entspringt in der Cuchilla Grande Inferior im Departamento Flores zwischen La Casilla im Westen und Cerro Colorado im Osten. Anschließend durchfließt er in Nordwest-Südost-Richtung San José, tangiert die Stadt San José de Mayo und wird auf seinem Weg unter anderem vom Arroyo San Gregorio, Arroyo Chamizo, Arroyo Carreta Quemada und Arroyo Cagancha gespeist. Er mündet einige Kilometer nordöstlich der Stadt Libertad in den Río Santa Lucía.
Sein Einzugsgebiet umfasst 3543 km².

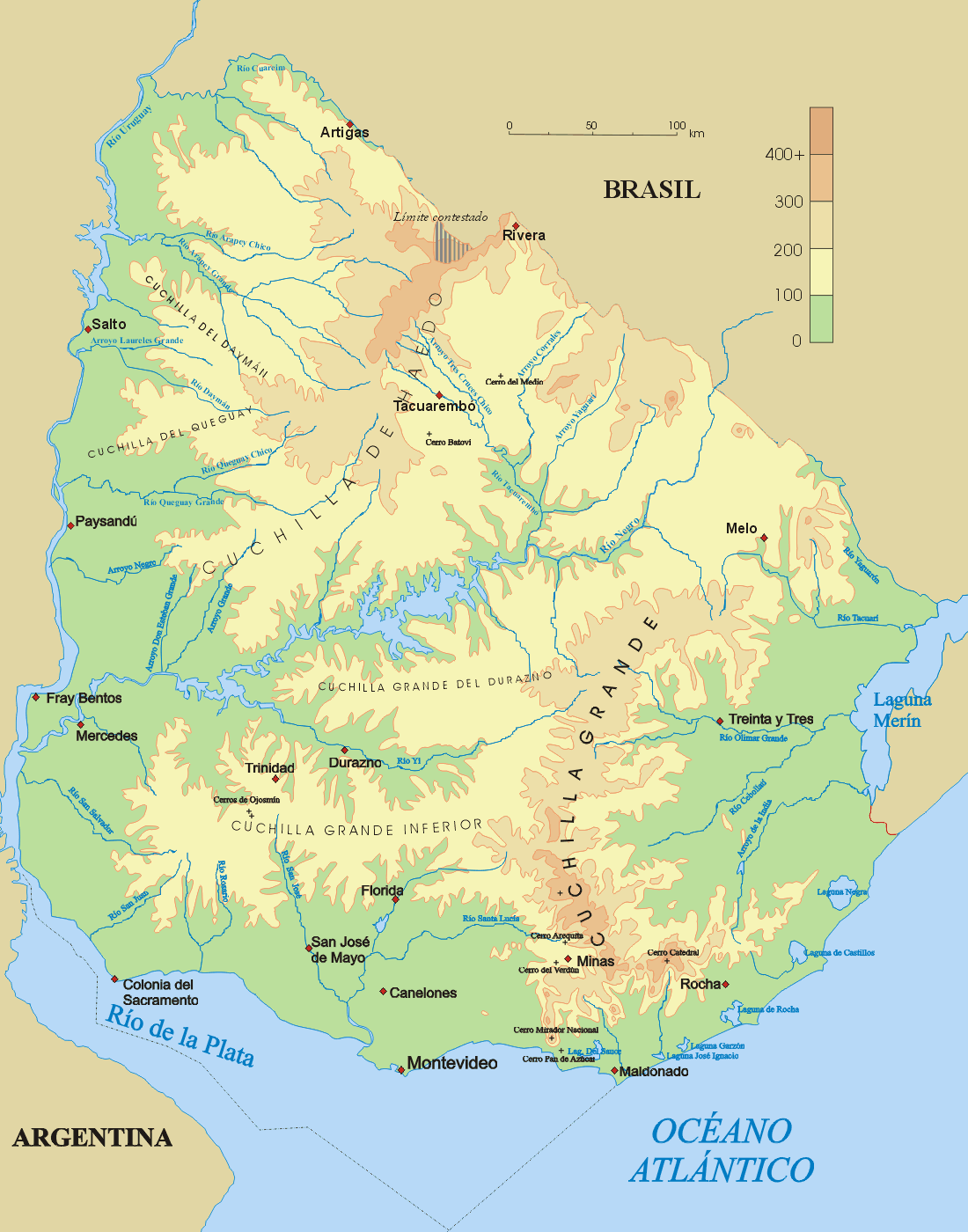
Karte mit Gesamtverlauf des Flusses